# Возвращение в Панджруд
«Возвращение в Панджруд» — роман писателя современной русской литературы Андрея Волоса. Лауреат литературной премии «Русский Букер» (2013), финалист национальной литературной премии «Большая книга» (2013).

## Общая информация
Первое издание романа «Возвращение в Панджруд» было опубликовано издательством «ОГИ» в Москве в 2013 году тиражом в 1500 экземпляров и общим объёмом 640 страницы. В дальнейшем книга постоянно выпускалась отдельным тиражом. Роман популярен у современного читателя.
Роман Волоса, как и первое его популярное у читателя произведение «Хуррамабад», отправляет читателя совершить далёкое путешествие — на Восток, но это странствие не только в географическом пространстве, но и во временном.

## Сюжет
Три сюжетных линии романа пересекаются между собой. Первая повествует о старом Абу Абдаллах Джафаре ибн Мухаммад Рудаки, бывшем придворном поэте Бухары, который из-за религиозно-политических интриг потерял влияние, изгнан из города и ослеплён. Теперь ему предстоит возвращение в родной кишлак Панджруд, отсюда и название произведения. В дороге его провожает юноша Шеравкан, которого старец учит грамоте. Панджруд — реальное село в Таджикистане.
Второй сюжет осведомляет читателя об истории Рудаки с самого раннего детства до его возвеличивания и падения. Третья сюжетная линия является самой масштабной и наполненной деталями. Она посвящена истории развития и становления Саманидского государства. Повествование идёт о родственных междоусобицах, о разделениях малозаселенной территории. Здесь же показаны споры на религиозные темы между различными представителями ислама.
В романе автор очень чётко демонстрирует классическое взаимодействие характеров. Пожилой и юный, мудрый и опытный, грамотный и необразованный. Сначала они идут в противовес друг другу, но затем дополняют и работают сообща.
Рассказ в произведении строится в основном на диалоге. Автор хорошо знает культуру и историю, местные традиции. Он показывает своих героев со всех сторон и полностью. Эта детальность романа хорошо ощущается на всех его страницах. Безупречный язык повествования постоянно применяет восточные термины в необходимых местах.

## Критика и рецензии
Литературный обозреватель Татьяна Величко постаралась найти главную мысль произведения и вывела определение:
В романе, при желании, можно откопать массу смыслов (не зря же именно «Возвращение…» в 2013 году получило «Русский Букер»), но мне показался главным этот: нечего делать Поэту (в широком смысле этого слова) при Дворе (тоже в широком смысле этого слова), как бы заманчивы не казались всегда прилагаемые к благоволящей высокой особе материальное благополучие, слава, уважение и почёт. Финал придворной карьеры у истинного Творца один: либо потеряешь талант, либо потеряешь голову. Съедят тебя дорогие товарищи, вчерашние друзья и поклонники, менее одарённые в плане искусств, но более — в плане выживания у кормушки. Невозможно одновременно гениально плести рифмы и интриги — эти два дарования редко сочетаются. Действие романа разворачивается в X веке, а это золотое правило срабатывает до сих пор.

Надежда Сергеева в своей статье «Дорогу идущим» пришла к выводу, что:
«Возвращение в Панджруд» — настоящий сундук с сокровищами: фразы, которые хочется подчеркнуть в книге и выписать себе в отдельный блокнот, разбросаны по тексту романа, словно драгоценные камни. Наверное, дело в том, что на протяжении веков люди ищут ответы на одни и те же вопросы, забывая, что ответы на них когда-то были даны. Так, между «Возвращением в Панджруд» и «Хуррамабадом» есть нечто общее. И дело не только в месте действия. Оба романа рассказывают о том, что любая борьба за власть сильных мира сего несет огромные страдания для человека, будь он Царем поэтов или простым гражданином своей страны.

## Награды
- 2013 — Большая Книга, финалист[5].
- 2013 — Русский Букер, лауреат[6].
- 2013 — Студенческий Букер, лауреат.